# Abrothrix andinus
Abrothrix andinus е вид гризач от семейство Хомякови (Cricetidae). Видът не е застрашен от изчезване.

## Разпространение
Разпространен е в Аржентина, Боливия, Перу и Чили.

## Описание
Теглото им е около 24,9 g.